# Guarea gomma
Guarea gomma är en tvåhjärtbladig växtart som beskrevs av August Adriaan Pulle. Guarea gomma ingår i släktet Guarea och familjen Meliaceae. Inga underarter finns listade i Catalogue of Life.